# الجمعة السوداء (1910)

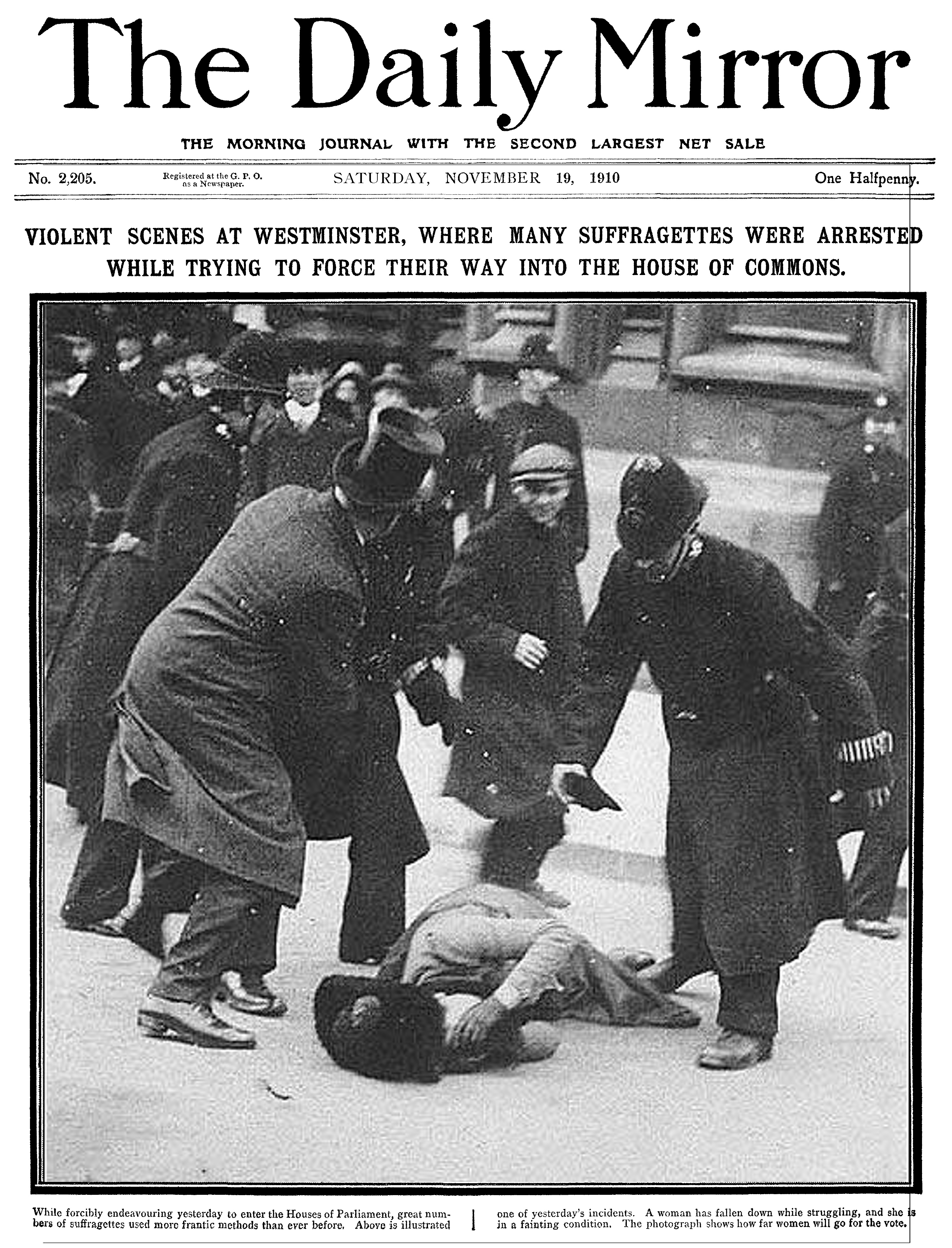
صحيفة الديلي ميرور، 19 نوفمبر 1910، الصفحة الأولى

الجمعة السوداء هي مظاهرة للناشطات المطالبات بحق التصويت للنساء، وحدثت في لندن في 18 نوفمبر عام 1910، حيث تظاهرت 300 امرأة أمام مجلسي البرلمان كجزء من حملتهن لتأمين حقوق التصويت للمرأة. واكتسب هذا اليوم اسمه من العنف الذي تعرضت له المتظاهرات، وبعضه عنف جنسي، من قبل شرطة العاصمة والذكور المتفرجين.
أثناء حملة الانتخابات العامة في يناير عام 1910، وعد إتش إتش أسكويث - رئيس الوزراء وزعيم الحزب الليبرالي - بتقديم مشروع قانون المصالحة للسماح بقدر من حق التصويت للمرأة في الانتخابات الوطنية. وعند عودته إلى السلطة، شُكلت لجنة مؤلفة من نواب مؤيدين لحق المرأة في التصويت من عدة أحزاب سياسية. اقترحوا تشريعًا كان سيعطي حق الانتخاب لمليون امرأة. ودعمت حركة حق التصويت للنساء هذا التشريع. على الرغم من أن النواب أيدوا مشروع القانون ومرروا قراءته الأولى والثانية، إلا أن أسكويث رفض منحه مزيدًا من الوقت البرلماني. وفي 18 نوفمبر عام 1910، بعد انهيار العلاقات بين مجلس العموم ومجلس اللوردات بشأن ميزانية ذلك العام، دعا أسكويث إلى انتخابات عامة أخرى، وقال إن البرلمان سيحل في 28 نوفمبر.
رأى الاتحاد الاجتماعي والسياسي النسائي (دبليو إس بّي يو) في هذه الخطوة نوعًا من الخيانة، ونظم مسيرة احتجاجية إلى البرلمان من كاكستون هول في وستمنستر. التقت طوابير من الشرطة وحشود من المارة من الذكور بثلاثمئة متظاهرة خارج مجلسي البرلمان؛ وتعرضت النساء للهجوم على مدى الساعات الست التالية. وقد اشتكت العديد من النساء من الطبيعة الجنسية للاعتداءات، مثل إمساك الأثداء وقرصها. ألقت الشرطة القبض على 4 رجال و115 امرأة، على الرغم من إسقاط جميع التهم في اليوم التالي. أثارت الروايات غضب لجنة المصالحة التي أجرت مقابلات مع 135 متظاهرة، معظمهن تحدثن عن تعرض النساء لأعمال عنف. وتضمنت 29 من الإفادات تفاصيل اعتداء جنسي. وقد رفض ونستون تشرشل، وزير الداخلية آنذاك، الدعوات لإجراء تحقيق عام.
ربما تسببت أعمال العنف بوفاة اثنتين من ناشطات حق المرأة في التصويت. وأدت المظاهرة إلى تغيير في النهج: كان العديد من أعضاء الاتحاد الاجتماعي والسياسي النسائي غير مستعدين للمخاطرة بأحداث عنف مماثلة، لذلك استأنفوا طرقهم السابقة من العمل المباشر - مثل رشق الحجارة وكسر النوافذ - والتي أتاحت لهم وقتًا للفرار. مثلما غيرت الشرطة تكتيكاتها، أثناء المظاهرات اللاحقة، فحاولوا عدم إلقاء القبض على المتظاهرين في بداية أو نهاية التظاهرات.

## الخلفية

### الاتحاد الاجتماعي والسياسي النسائي
تشكل الاتحاد الاجتماعي والسياسي النسائي (دبليو إس بّي يو) في عام 1903 من قبل الناشطة السياسية إميلين بانكيرست. ومنذ عام 1905 تقريبًا - بعد فشل أحد الأعضاء بتقديم مشروع قانون حق التصويت للنساء - بدأت المنظمة باستخدام أعمال العنف المباشر للدعوة إلى حق المرأة في التصويت بشكل متزايد. ووفقًا للمؤرخة كارولين موريل، منذ عام 1905 «جرى تأسيس النمط الأساسي لأنشطة الاتحاد الاجتماعي والسياسي النسائي على مدى السنوات القليلة التالية - تكتيكات شغب مخططة مسبقًا، وجعل السجن يعادل الشهادة، ونشر الدعاية وزيادة عدد الأعضاء والتمويل».

منذ عام 1906، تبنى أعضاء الاتحاد الاجتماعي والسياسي النسائي اسم ناشطات حق التصويت للمرأة، لتمييز أنفسهن عن المطالبات بحق التصويت للمرأة في الاتحاد الوطني لجمعيات حق المرأة في الاقتراع، الذين استخدموا الأساليب الدستورية في حملتهم للتصويت. منذ عام 1907 واجهت مظاهرات الاتحاد الاجتماعي والسياسي النسائي عنف الشرطة المتزايد. ووصفت سيلفيا بانكيرست - ابنة إميلين وعضوة في الاتحاد الاجتماعي والسياسي النسائي - مظاهرة شاركت فيها في فبراير من ذلك العام:
كان البرلمان تحت حراسة جيش من الشرطة لمنع النساء من الاقتراب من حرمته المقدسة. كان رجال الشرطة قد أصدروا أوامرهم بطردهن، واعتقلوا أقل عدد ممكن. وفرق الخيالة جموع المتظاهرات. وأمسكتهن شرطة المشاة من مؤخرة رقابهن مبقية على مسافة ذراع بينهم، مع ضربات على ظهورهن، وبأسلوب الشرطة المعتمد استخدموا ركبهم للضرب. واللواتي لجأن إلى المداخل تم جرهن على الأدراج ورميهن أمام الخيول، لينقض عليهن رجال الشرطة بالضرب مرة أخرى. ومع تقدم الليل نما العنف. أخيرًا جرى القبض على 54 امرأة ورجلين. 
بعد إحدى المظاهرات في يونيو عام 1908 التي «ظهرت فيها عصابات منظمة وعنيفة، تعاملت مع النساء بكل أنواع الإهانة»، اشتكت سيلفيا بانكيرست من أن «سوء تعامل الشرطة والخشونة كانت أفظع مما اختبرناه في السابق». وخلال مظاهرة في يونيو عام 1909، حاول موفد لقاء رئيس الوزراء إتش إتش أسكويث بالقوة؛ ولكن 3000 شرطي وفروا إجراءات أمنية مشددة لمنع النساء من دخول البرلمان، واعتقلوا 108 امرأة و14 رجلًا. وفي أعقاب عنف الشرطة الذي استخدم في تلك الحادثة، بدأ الاتحاد الاجتماعي والسياسي النسائي بالتحول إلى إستراتيجية تحطيم النوافذ بدلًا من محاولة اقتحام البرلمان. وقد كتبت سيلفيا بانكيرست: «بما أننا يجب أن نذهب إلى السجن للحصول على حق التصويت، فليكن الأمر على نوافذ الحكومة، وليس على أجساد النساء التي ستحطم، ولتكن هي الحجة». 
في مظاهرة في أكتوبر عام 1909 حاول الاتحاد الاجتماعي والسياسي النسائي مرة أخرى اقتحام البرلمان، ونُقل عشرة متظاهرين إلى المستشفى. لم يشتك المناصرون لحق المرأة في التصويت من ارتفاع مستوى عنف الشرطة. كتبت كونستانس ليتون أنه «جرى الاتفاق على أن نخفي إصاباتنا المختلفة قدر ما نستطيع. إذ لم يكن جزءًا من سياستنا أن نوقع الشرطة في المشاكل». ازدادت مستويات العنف ضمن أعمال ناشطات حق التصويت للمرأة في عام 1909: مثل رمي الطوب على نوافذ اجتماعات الحزب الليبرالي. وهوجم أسكويث أثناء مغادرته الكنيسة؛ وألقيت حجارة الأسقف على الشرطة حين قوطع اجتماع سياسي آخر. انقلب الرأي العام ضد هذه التكتيكات، ووفقًا لموريل، استفادت الحكومة من الشعور العام المتغير لاتخاذ تدابير أعنف. وهكذا، في أكتوبر عام 1909، أمر وزير الداخلية هربرت غلادستون بوجوب إطعام جميع السجناء المضربين عن الطعام بشكل قسري.

### الوضع السياسي
كانت الحكومة الليبرالية المنتخبة في عام 1905 حكومة إصلاحية أدخلت تشريعات لمكافحة الفقر والتعامل مع البطالة وإنشاء معاشات تقاعدية. أعاق مجلس اللوردات الذي يهيمن عليه حزب المحافظين الكثير من التشريعات. في عام 1909، قدم وزير الخزانة ديفيد لويد جورج ما يسمى بميزانية الشعب، والتي كان لها نية صريحة لإعادة توزيع الثروة بين السكان. وافق مجلس العموم على هذه الميزانية، ولكن اللوردات رفضوها. ونتيجة لذلك، في 3 ديسمبر عام 1909، دعا أسكويث إلى انتخابات عامة للعام الجديد للحصول على تفويض جديد للتشريع.  وكجزء من الحملة الانتخابية لانتخابات يناير عام 1910، أعلن أسكويث - وهو مناهض معروف لحق المرأة في الاقتراع - أنه في حالة إعادة انتخابه، سيقدم مشروع قانون مصالحة لإدخال إجراء لحق المرأة في التصويت. ولكن هذا الاقتراح رُفض من قبل نشطاء حق التصويت للمرأة لأنه من غير المرجح أن يتحقق. وأسفرت الانتخابات عن برلمان معلق، مع القضاء على غالبية الليبراليين؛ على الرغم من فوزهم بأكبر عدد من المقاعد، إلا أنهم لم يتفوقوا على حزب المحافظين إلا بنائبين فقط. واحتفظ أسكويث بالسلطة بعد أن كان قادرًا على تشكيل حكومة بدعم م الحزب البرلماني الأيرلندي.